# チャーリーと14人のキッズ
『チャーリーと14人のキッズ』（原題: Daddy Day Care）は、2003年にアメリカで製作・公開されたコメディ映画。

## ストーリー
大手の広告会社に勤めるエリート社員チャーリー・ヒントンは、愛する息子のベンと妻のキムの三人で幸せに暮らしていた。しかし、彼が展開していた野菜シリアルのキャンペーンが大失敗した結果、共に企画に関わっていた同僚のフィルと共に会社を突然解雇されてしまう。再就職先を探しても全く見つからず、弁護士資格を持っていたキムが復職することになる。だが、それでも家計は厳しく、二人はベンを通うはずだった名門保育園から退園させることにする。そして代わりの保育園を探すことにしたが、住んでいた街には名門保育園以外にまともな保育園が一つもなかった。「この街にも、もっと安くて良い保育園があれば･･･」そんな近所の主婦の声を聞いたチャーリーは、自分とフィルとが子供の面倒見る施設「パパの保育園（Daddy Day Care）」を始めることを思いつく。しかし、それには数々の困難が待っていた。

## キャスト
| 役名                       | 俳優                       | 吹き替え版 |
| -------------------------- | -------------------------- | --- |
| チャーリー・ヒントン       | エディ・マーフィ           | 山寺宏一 |
| フィル                     | ジェフ・ガーリン           | 塩屋浩三 |
| マーヴィン                 | スティーヴ・ザーン         | 家中宏 |
| ベン・ヒントン             | カーマニ・グリフィン       | |
| キム・ヒントン             | レジーナ・キング           | 湯屋敦子 |
| ブルース                   | ケヴィン・ニーロン         | 小杉十郎太 |
| ダン・キュービッツ         | ジョナサン・カッツ         | 伊藤和晃 |
| ジェニー                   | レイシー・シャベール       | 園崎未恵 |
| ミス・グウィネス・ハリダン | アンジェリカ・ヒューストン | 来宮良子 |
| マックス                   | マックス・バークホルダー   | 間宮くるみ |
| ニッキー                   | アーサー・ヤング           | |
| ジェイミー                 | エル・ファニング           | |
| ショーン                   | シーザー・フロアズ         | |
| ベッカ                     | ヘイリー・ジョンソン       | 小桜エツ子 |
| ディラン                   | フェリックス・アキル       | 秋葉好美 |
| クリスピン                 | シェーン・パウメル         | |
| トニー（ザ・フラッシュ）   | ジミー・ベネット           | |
| ジム・フィールズ           | ウォレス・ランガム         | |
| クリスピンの母親           | リサ・エデルシュタイン     | |
| 役者役名不明               | 役者役名不明               | 西宏子 高山佳音里 沢海陽子 児玉孝子 本城雄太郎 松本美和 仲西環 菊池いづみ 京井幸 富坂晶 手塚ちはる 塩山由佳 青山穣 水内清光 中博史 飯塚宏 |

## スタッフ
- 監督：スティーヴ・カー
- 製作：マット・ベレンソン、ジョン・デイヴィス、ウィク・ゴッドフリー
- 製作総指揮：ダン・コルスラッド、ジョー・ロス、ハイディ・サンテリ
- 脚本：ジェフ・ロドキー
- 撮影：スティーヴン・B・ポスター
- 音楽：デヴィッド・ニューマン